# رکسانا ماراسینئانو
رکسانا ماراسینئانو (به انگلیسی: Roxana Maracineanu) (زادهٔ ۷ مهٔ ۱۹۷۵) شناگر اهل فرانسه است.